# Смит-Стэнли, Эдуард, 13-й граф Дерби
Эдвард Смит-Стэнли, 13-й граф Дерби (21 апреля 1775 — 30 июня 1851; в 1776—1832 годах его титул записывался как Lord Stanley, в 1832—1834 годах — как The Lord Stanley) — британский политик, натуралист, землевладелец и коллекционер. В его честь назван китайский кольчатый попугай. Полковник британской армии (2 октября 1798).

## Биография
Был первым ребёнком и единственным сыном Эдварда Смита-Стэнли, 12-го графа Дерби, и Элизабет Гамильтон, дочери Джеймса Гамильтона, 6-го герцога Гамильтона. 30 июня 1798 года женился на Шарлотте Маргарет Хорнби, дочери преподобного Джеффри Хорнби, в браке с которой родился будущий премьер-министр Эдуард Смит-Стэнли, 14-й граф Дерби.
Получил образование в Итоне и Тринити-колледже Кембриджа, закончив последний в 1795 году со степенью магистра искусств. 11 июня 1796 года стал депутатом парламента от Престона (графство Ланкашир) от партии вигов; занимал кресло с 1796 по 1832 год, 22 декабря 1831 получил титул барона Стэнли-Бикерстэффа, в 1801, 1802 и 1806 годах переизбирался без конкурентов, в 1807 и 1812 годах победил своих конкурентов от тори и затем вновь переизбирался без соперников до 1832 года. В декабре 1831 года стал членом Палаты лордов.
21 октября 1834 года стал преемником своего отца в качестве 13-го графа Дерби (и одновременно канцлера герцогства Ланкаширского) и отошёл от политики, занявшись устройством естественнонаучной коллекции в Ноусли-Холле недалеко от Ливерпуля. У него была большая коллекция живых животных: на момент смерти в Ноусли насчитывалось 1272 птицы и 345 млекопитающих, доставленных в Англию исследователями, такими как Джозеф Берк. С 1831 года был председателем Лондонского зоологического общества, занимался изучением птиц. Был также покровителем писателя Эдварда Лира. Многие из экспонатов коллекций Дерби в настоящее время выставлены в Ливерпульском музее. С 1828 по 1833 год был президентом Общества Линнея.